# Wojciech Zamorski
Wojciech Zamorski (ur. 24 października 1952 w Bytomiu, zm. 18 marca 2022) – polski dziennikarz radiowy i telewizyjny, samorządowiec, członek Platformy Obywatelskiej (od 2002 roku).
Absolwent iberystyki oraz podyplomowego studium dziennikarstwa na Uniwersytecie Warszawskim. Po zakończeniu studiów podjął pracę w mediach: Telewizji Polskiej, radiowej „Trójce” (był m.in. jednym z prowadzących „Listę Przebojów Programu Trzeciego”) oraz TVP Katowice (od 1985 roku); współpracuje także z Polskim Radiem Katowice. Jako dziennikarz Telewizji Katowice prowadził m.in. nadawany w latach 1994-2000 program muzyczny „100% LIVE”, w ramach którego prezentowane były koncerty zespołów i wykonawców, grających m.in. rock, jazz i bluesa.
W latach 2002–2014 był radnym Sejmiku Województwa Śląskiego, w którym zasiadał z ramienia Platformy Obywatelskiej. W ramach pełnionych obowiązków był m.in. rzecznikiem prasowym marszałka województwa oraz członkiem Komisji: Edukacji, Nauki i Kultury, Sportu, Turystyki i Rekreacji, Współpracy Zagranicznej i Integracji Europejskiej, a także Doraźnej Komisji ds. Monitorowania Przygotowań Województwa Śląskiego do Mistrzostw Europy w Piłce Nożnej EURO 2012. Był pracownikiem Parku Śląskiego w Chorzowie, zatrudnionym na stanowisku specjalisty ds. promocji i organizacji imprez. Prowadził również własną działalność gospodarczą (studio dubbingu) oraz zajmował się konferansjerką.
Wojciech Zamorski był żonaty, miał dwóch synów. Mieszkał w Rudzie Śląskiej. Zmarł nad ranem 18 marca 2022 w hospicjum, po kilkumiesięcznej walce z chorobą nowotworową. Został pochowany na cmentarzu parafialnym w Bytomiu, przy ulicy Powstańców Śląskich